# تيجي سافانير
تيجي سافانير (بالفرنسية: Téji Savanier)‏ هو لاعب كرة قدم فرنسي محترف يلعب كلاعب خط وسط مع نادي مونبلييهفي الدوري الفرنسي.

## مسيرته الكروية
في 2018–19، أول موسم له في الدرجة الأولى، ساعد سافانييه نيم في احتلال المركز التاسع. وكان أكثر مُمرّر تمريرات حاسمة في الدوري بـ14 تمريرة حاسمة، متقدمًا على أنخيل دي ماريا ونيكولاس بيبي اللذان يملكان 11 تمريرة لكلٍ منهما، ولم يتفوق عليه إلا إدين هازارد (15) في الدوريات الخمس الكبرى في أوروبا. قرب بداية الموسم، شارك في مشاجرة في مباراة الخسارة 4–2 على أرضه أمام باريس سان جيرمان. تم فيه طرده بسبب تدخله على كيليان مبابي، الذي حصل أيضًا على بطاقة حمراء بسبب انتقام منه.

## حياته الشخصية
ولد سافانييه في مونبلييه لعائلة من الروما، ولا يزال يعيش مع والديه في فيغيرولس، إحدى ضواحي المدينة.

## وصلات خارجية
- تيجي سافانير على موقع رابطة كرة القدم الفرنسية للمحترفين (الإنجليزية)
- تيجي سافانير على موقع إي إس بي إن إف سي (الإنجليزية)
- تيجي سافانير على موقع قاعدة بيانات كرة القدم.إي يو (الإنجليزية)
- تيجي سافانير على موقع ليكيب (الفرنسية)
- تيجي سافانير على موقع Soccerbase.com (لاعب) (الإنجليزية)
- تيجي سافانير على موقع Soccerway.com (الإنجليزية)
- تيجي سافانير على موقع أوليمبيديا (الإنجليزية)
- تيجي سافانير على موقع AS.com (الإسبانية)